# Апшеронск
Апшеронск (на руски: Апшеронск) е град в Русия, административен център на Апшеронски район. Населението му към 1 януари 2018 година е 40 016 души.

## География
Градът е разположен на северния склон на планинската верига Кавказ, на 103 км югоизточно от Краснодар и на 5 км от границата с автономна република Адигея.